# Wildparkstadion

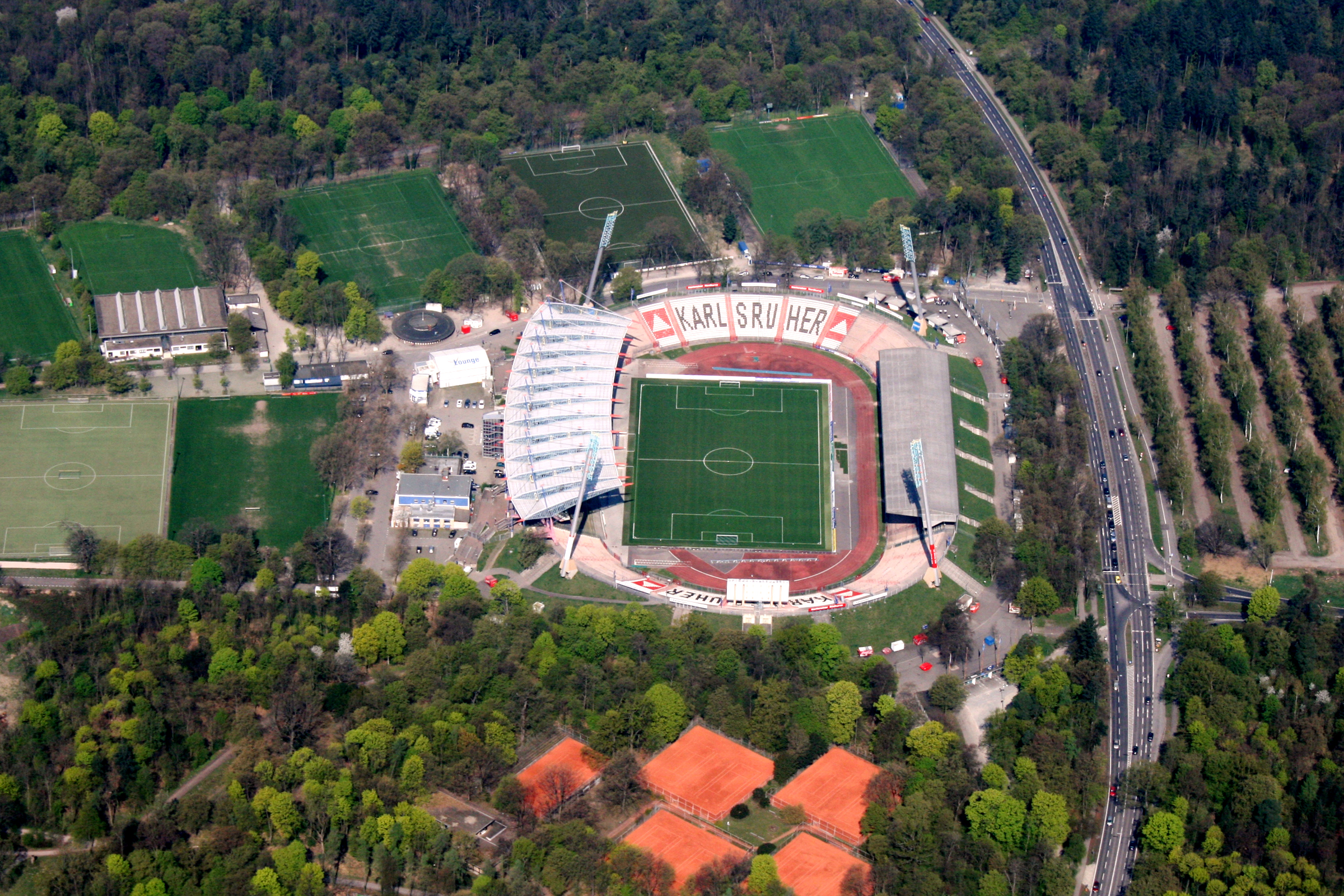
Luftbild (2009)

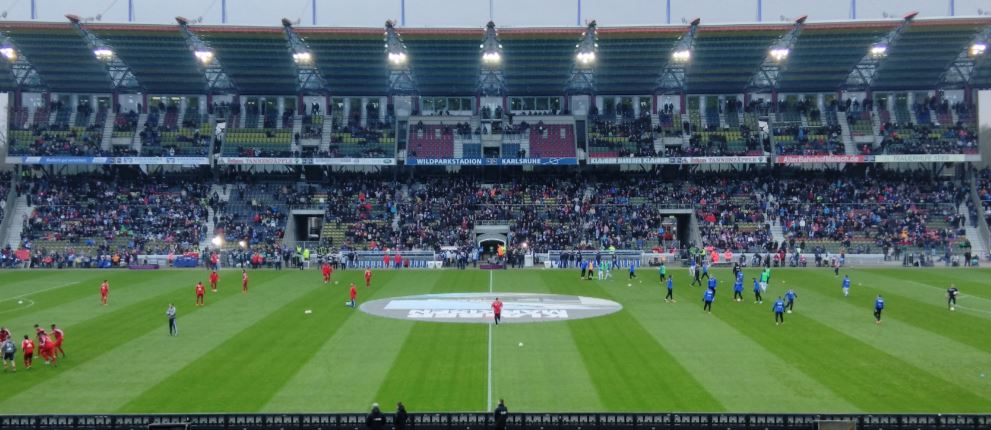
Die Haupttribüne vor einem Testspiel des KSC gegen den FC Bayern München im Januar 2016

Das Wildparkstadion (durch Sponsoringvertrag offiziell BBBank Wildpark) ist ein Fußballstadion in der baden-württembergischen Stadt Karlsruhe. Es ist der Mittelpunkt einer Anlage aus mehreren Sport- und Übungsplätzen, einer Tennisanlage und weiterer Sportstätten im Karlsruher Hardtwald. Der Hauptnutzer ist die Fußballabteilung des Karlsruher SC. Eine Nutzung als Leichtathletikstadion findet nicht mehr statt, da die Leichtathletikanlage im Zuge einer Spielfeldverlegung teilweise entfernt wurde und mit dem aktuellen Galerie-Neubau gänzlich verschwunden ist. Die Anlage wurde 1955 an Stelle des alten FC-Phönix-Sportplatzes von 1921 gebaut und verfügte ursprünglich über 55.000 Plätze. Diese Zahl wurde mehrfach durch geänderte Vorschriften reduziert und durch Umbauten erweitert, aktuell (Saison 2025/26) verfügt es über 33.180 Plätze. Es ist Eigentum der Stadt Karlsruhe und wird an dessen Nutzer verpachtet. Von November 2018 bis Juli 2023 wurde das Wildparkstadion im laufenden Spielbetrieb in ein reines Fußballstadion umgebaut.

## Geschichte

### Entwicklung seit 1955
Der FC Phönix, einer der beiden Vorgängervereine des KSC, erhielt von der Stadt Karlsruhe 1921 pachtweise für 50 Jahre ein Grundstück im Hardtwald zur Verfügung gestellt, auf dem bis 1923 eine Anlage mit drei Fußballplätzen, zwei Tennisplätzen, einer 400-Meter-Bahn sowie Wurf- und Sprunganlagen angelegt wurde. Nach der Fusion des FC Phönix und des VfB Mühlburg zum KSC wurde 1952 an Stelle der mittlerweile 30 Jahre alten Phönix-Anlagen mit dem Bau eines modernen Stadions begonnen.
Die erste Veranstaltung war ein internationales Leichtathletikfest am 17. Juli 1955, am 7. August 1955 wurde das umgebaute Stadion offiziell durch Karlsruhes Oberbürgermeister Günther Klotz an den Karlsruher SC übergeben. Im Eröffnungsspiel am selben Tag trennten sich vor 45.000 Zuschauern der amtierende Pokalsieger KSC vom Deutschen Meister Rot-Weiss Essen 2:2 unentschieden.
In den 1950er Jahren galt das Wildparkstadion als eines der modernsten Stadien seiner Zeit in Deutschland. In den 1970er Jahren wurde die Gegentribüne ausgebaut, 1986 folgte die Montage einer Videoleinwand, die damals eine der modernsten in Europa war. Die Leichtathletikanlagen wurden erst 1978 durch Kunststoffanlagen ausgetauscht und die Kurven der Laufbahnen durch vorschriftsmäßige Rund- anstelle der Korbbogen ersetzt – allerdings fanden schon seit 1968 keine größeren Leichtathletikveranstaltungen mehr in Karlsruhe statt. In Vorbereitung des geplanten Umbaus zu einem reinen Fußballstadion wurde im Sommer 2007 eine Rasenheizung installiert und die Laufbahnen teilweise entfernt.

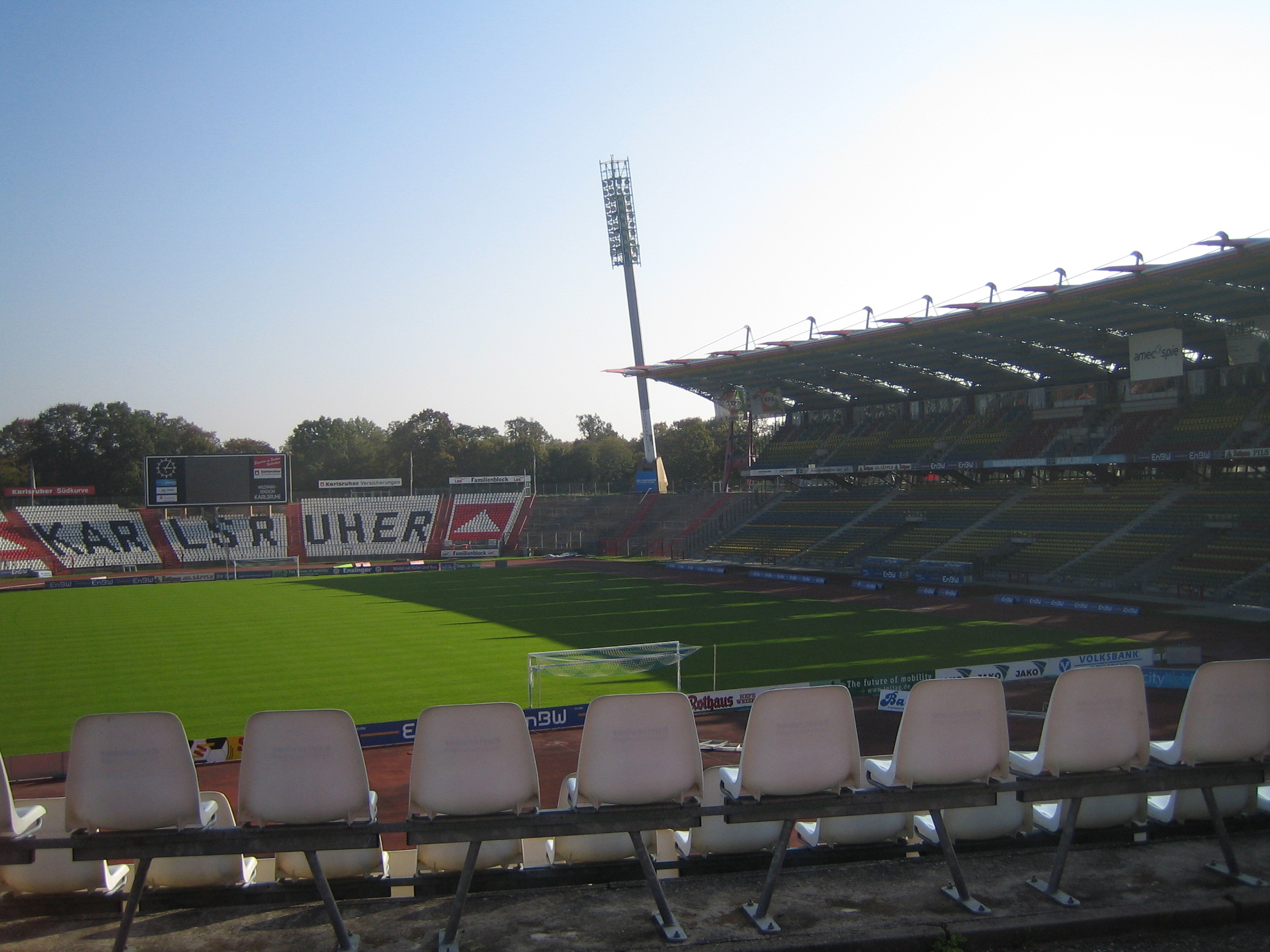
Blick auf die Südkurve und Haupttribüne (2006)

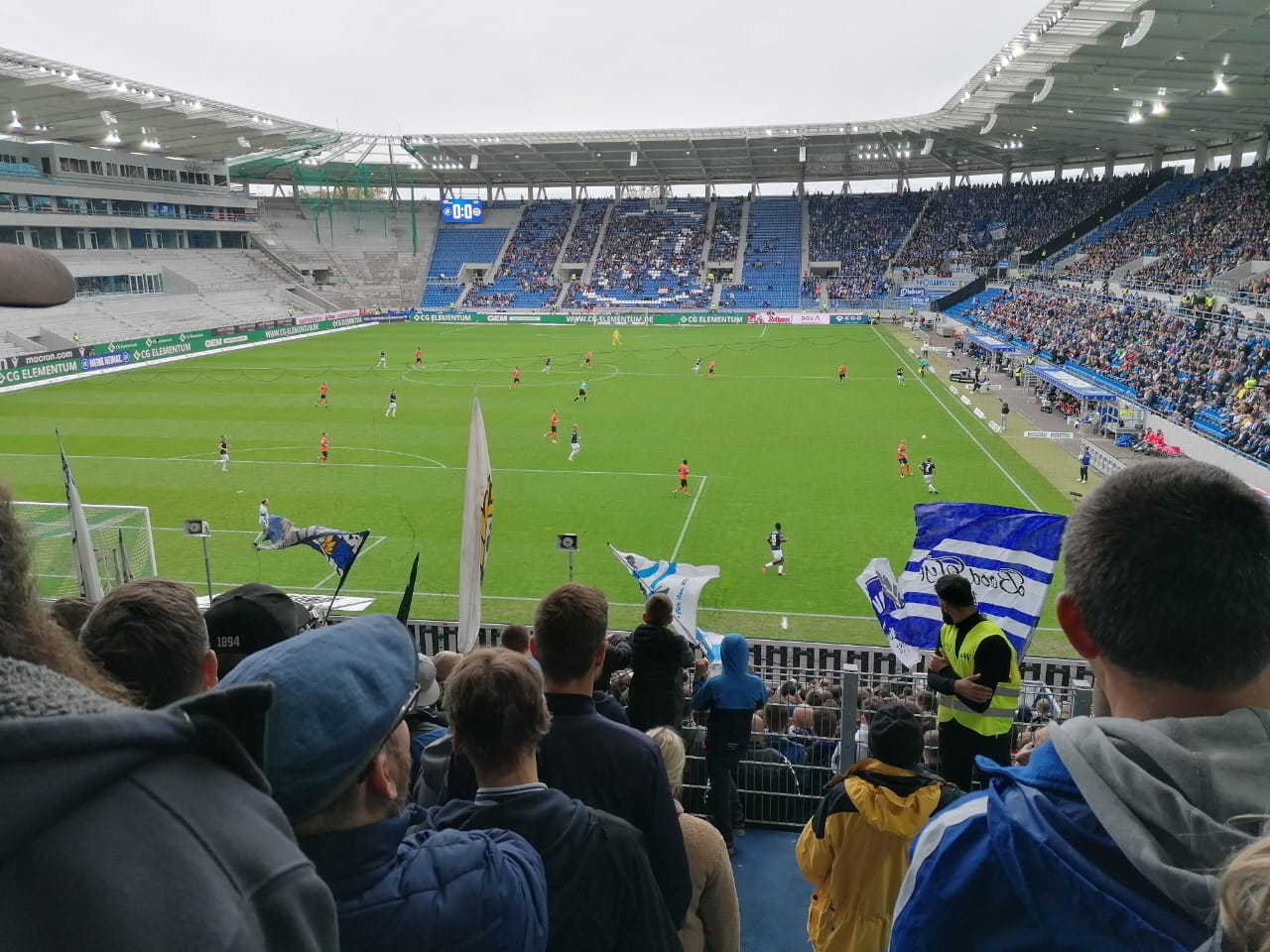
Während der Umbauphase im Oktober 2022

Anfang der 1990er Jahre wurde mit dem Bau einer neuen Haupttribüne die bis zum Neubau ab 2018 letzte große bauliche Änderung am Stadion vorgenommen. Auf der Tribüne, die nach den Plänen der Architekten Thomas Großmann und Lucy Hillebrand sowie des Farbgestalters Fritz Fuchs, gebaut ist, befinden sich Sitzplätze für maximal 6400 Zuschauer sowie 24 Business-Logen. Die Einweihung der neuen Haupttribüne erfolgte 1993 mit einem 3:0-Erfolg des Karlsruher SC gegen Borussia Dortmund.

### Flutlichtanlage
Das Wildparkstadion besitzt seit 1957 eine Flutlichtanlage. Da in den 1970er Jahren die Leuchtstärke der alten Anlage nicht mehr genügte, das Stadion für Fernsehübertragungen ausreichend zu erhellen (der DFB schrieb damals eine Leuchtstärke von 100 Lux vor) wurde das Hochbauamt der Stadt Karlsruhe mit der Planung einer neuen Flutlichtanlage beauftragt. Aus lichttechnischen Überlegungen sowie der Randbedingung, dass die neuen Flutlichtmasten einer späteren Vollüberdachung des Stadions nicht im Wege stehen sollten, wurde entschieden, die neuen Masten direkt hinter der Wallkrone des Stadions zu errichten. Die vier Stahlrohrkonstruktionen ragten mit einem Winkel von jeweils 15° bis zu 54 Meter in die Höhe und waren mit Stahlbetonankern in der Außenböschung des Stadionwalls gegründet. Die Flutlichtanlage wurde 1978 errichtet und kostete umgerechnet 1,11 Millionen Euro. Im Zuge des Umbaus wurde sie im Januar 2019 zunächst durch eine provisorische Anlage ersetzt.

### Weg zum Um- bzw. Neubau
Im Frühjahr 2006 wurde von der Stadt Karlsruhe und dem Karlsruher SC bekanntgegeben, dass das Wildparkstadion in der Zeit von Mai 2007 bis August 2008 in ein reines Fußballstadion mit ca. 35.000 bis 40.000 überdachten Plätzen (davon 5.000 Stehplätze) umgebaut werden soll. Dabei würde die Haupttribüne des Wildparkstadions bestehen bleiben und in die neue Arena integriert werden.
Am 23. August 2006 mussten die Verantwortlichen des KSC auf einer Pressekonferenz jedoch einräumen, dass der Verein sich finanziell nicht am Umbau des Stadions beteiligen könne. So hieß es, dass im Falle einer Beteiligung seitens des KSC ein alter Vertrag aus der Zeit der Präsidentschaft Roland Schmiders den Verein dazu zwänge, Entschädigungszahlungen an das Architekturbüro, das 1996 einen – mittlerweile nicht mehr umzusetzenden – Entwurf für ein neues Wildparkstadion erarbeitete, zu leisten. Solch ein finanzielles Risiko – auch hinsichtlich der Lizenzvergabe – wollte man nicht eingehen.
Nach über Monate andauernden Verhandlungen zwischen der Stadt und dem Karlsruher SC über die Finanzierung des auf 58 Millionen Euro taxierten Umbauprojektes stimmte der Karlsruher Gemeinderat am 27. Februar 2007 mit großer Mehrheit für die Realisierung des Bauvorhabens. Das ausgehandelte Finanzierungskonzept sah die Aufteilung der Kosten wie folgt vor: 30 Millionen Euro sollten aus der Stadtkasse kommen, das Land Baden-Württemberg sich mit einem Zuschuss von weiteren 10 Millionen Euro beteiligen, während die restlichen 18 Millionen Euro über zinsgünstige Kommunalkredite in das Projekt fließen sollten. Noch nicht geklärt wurde das spätere Mietverhältnis zwischen der Stadt als Eigentümerin des Stadions und dem KSC, welches maßgeblich für die Form der Mietzahlungen des Vereins ist. Es war zwar eine gemeinsame Betriebsgesellschaft geplant, aus deren Erträgen die Miete an die Stadt überführt werden sollte, jedoch ist dies nicht mit den Statuten der DFL konform.
Der ursprünglich geplante Baubeginn im Sommer 2007 war nicht einzuhalten, nach späteren Planungen sollte der Umbau im Sommer 2009 beginnen.
Mittlerweile hatte das Karlsruher Institut für Technologie Interesse daran bekundet, das Areal des Stadions zu erwerben, um expandieren zu können. Dadurch hätten sich die Umbaupläne zerschlagen. Für eine neu zu errichtende Fußballarena hätte dann ein neuer Standort gefunden werden müssen, was in der Vergangenheit schon von Kommunalpolitikern und KSC-Mitgliedern vorgeschlagen worden war.
Im Oktober 2014 verlautbarten der KSC und die Stadt Karlsruhe die Verwerfung der Umbaupläne zugunsten eines Neubaus aus wirtschaftlichen Gründen. Man wollte dem Gemeinderat im Frühjahr 2015 einen Vertragsentwurf zur Abstimmung vorlegen, welcher u. a. Regularien zu den Investitionskosten (ca. 88 Mio. Euro) sowie zum Pacht- und Namensrecht beinhalte.
Am 19. Juli 2016 entschied sich der Gemeinderat mehrheitlich für den Bau eines neuen Stadions an derselben Stelle, während des laufenden Spielbetriebs. Die geplanten Baukosten wurden mit 113 Millionen Euro für das Gesamtprojekt veranschlagt. Die Bauzeit wurde mit 24 bis 30 Monate angegeben, das geplante Fassungsvermögen mit 35.000 Plätzen. Der Beginn für den Abbruch und die Entsorgung der Altlasten verschob sich später auf Oktober 2018, der Start für den eigentlichen Umbau auf November 2019. Die voraussichtlichen Baukosten stiegen auf 123 Millionen Euro.

### Vollumbau (2018–2023)
Im Oktober 2018 gab der Verein die finale Entscheidung des städtischen Gemeinderates bekannt, einen Stadionneubau zu bewilligen. Am 3. November 2018 wurde das Drittligaspiel gegen die Würzburger Kickers als „Abschiedsspiel“ unter dem Motto Danke, Wildparkstadion! 1955–2018 ausgetragen. Am 5. November 2018 begannen während des laufenden Spielbetriebs die Umbauarbeiten zu einem rund 35.000 Zuschauer fassenden reinen Fußballstadion, mit denen die BAM Sports GmbH als Totalunternehmerin beauftragt wurde und die nach ursprünglicher Planung im Mai 2022 abgeschlossen sein sollten.
Die endgültige Detailplanung wurde am 22. November 2018 in einem Bürgerforum vorgestellt. Die Kosten des Umbaus sollten 123 Millionen Euro betragen. Davon wurden 11 Millionen Euro vom Ministerium für Kultus, Jugend und Sport Baden-Württemberg bezuschusst.
Zunächst wurde die Nordtribüne abgerissen und durch eine provisorische Tribüne ersetzt, die 5.000 Stehplätze bot. In der Sommerpause 2019 wurde die Südtribüne ebenfalls abgerissen und durch eine 4.500 Stehplätze fassende provisorische Tribüne ersetzt, wodurch die Mindestkapazität von 15.000 Plätzen zu keiner Bauphase unterschritten wurde. Im August 2019 wurde mit dem Abriss der Gegengeraden begonnen. Am 9. Dezember 2019 wurde, nach mehr als einem Jahr der Vorarbeiten, der erste Spatenstich für den Neubau des Stadions, beginnend mit der Gegengerade/Osttribüne, durchgeführt. Anschließend sollten die provisorischen Tribünen nacheinander abgebaut und durch die neuen Tribünen ersetzt werden.
Im Juni 2020 wurde entschieden, die provisorische Südtribüne noch im selben Monat abzubauen, um einen unterbrechungsfreien Übergang der Bauarbeiten von der Gegengerade/Osttribüne auf die neue Südtribüne zu ermöglichen und diese zu beschleunigen. Die Osttribüne sollte Mitte September 2020 fertiggestellt werden. Dies wurde möglich, da aufgrund der COVID-19-Pandemie die Spiele seit Mitte Mai 2020 als Geisterspiele ausgetragen wurden. Die DFL erteilte daher eine Ausnahmegenehmigung, die Mindestkapazität von 15.000 Zuschauern zu unterschreiten. Die Fertigstellung der Südtribüne erfolgte Mitte 2021. Im Mai 2021 begann der Bau der neuen Haupttribüne/Westtribüne.
Zur Saison 2021/22 wurden wieder teilweise Zuschauer zugelassen, die auf der fertigen Ost- und Südtribüne platziert wurden. Der Abbau der provisorischen Nordtribüne wurde im Oktober 2021 abgeschlossen, woraufhin dort der Bau der neuen Tribüne begann. Im September 2022 wurde diese fertiggestellt. Die Westtribüne, die die Spieler-, Presse- und VIP-Bereiche beheimatet, wurde als letzter Bauabschnitt zur Saison 2023/24 fertiggestellt.
Der Stehplatzbereich der KSC-Fans wanderte von der Gegengerade/Osttribüne an der Seitenlinie hinter das Tor auf die Südtribüne. Der Gästebereich, der im alten Wildparkstadion in der Süd-Ost-Kurve platziert war, befindet sich nun in der Nord-Ost-Ecke (Stehplätze) und im angrenzenden Block N4 auf der Nordtribüne (Sitzplätze). Hinter dem Gästebereich wurde eine Brücke über die Stutenseer Allee gebaut, über die die Gästefans direkt den neuen Gästeparkplatz erreichen können, der auf dem Grund des alten Amateur- bzw. Jugendstadions gebaut wurde.
Am 19. Juli 2023 wurde das fertig umgebaute Stadion mit einem Testspiel zwischen dem KSC und dem FC Liverpool „eröffnet“. Das erste Pflichtspiel im vollumfänglichen Stadionbetrieb fand am 6. August gegen den Hamburger SV statt (2:2). Die Kapazität beträgt 34.302 Plätze, davon 21.977 Sitz- sowie 12.325 Stehplätze auf der Südtribüne und im Gästebereich in der Nord-Ost-Ecke und dadurch ist der Wildpark aktuell Deutschlands größtes Ein-Rang-Stadion. Die Kosten beliefen sich letztendlich auf 166 Millionen Euro.
Im März 2024 wurde der BBBank Wildpark bei der Wahl der Website StadiumDB.com zum „Stadium of the Year 2023“ auf den zweiten Platz (21.218 Punkte) gewählt, hinter der Arena MRV (25.515 Punkte), Heimspielstätte von Atlético Mineiro in Belo Horizonte.

## Bedeutende Fußballspiele

### Länderspiele
Bis dato wurden sechs Länderspiele der deutschen Männernationalmannschaft und eines der deutschen Frauennationalmannschaft im Karlsruher Wildparkstadion ausgetragen.
| Fußballnationalmannschaft der Männer | Fußballnationalmannschaft der Männer | Fußballnationalmannschaft der Männer | Fußballnationalmannschaft der Männer | Fußballnationalmannschaft der Männer |
| Datum                                | Begegnung                            | Begegnung                            | Begegnung                            | Ergebnis                             |
| ------------------------------------ | ------------------------------------ | ------------------------------------ | ------------------------------------ | ------------------------------------ |
| 16. Nov. 1955                        | BR Deutschland                       | –                                    | Norwegen                             | 2:0 (2:0)                            |
| 23. Dez. 1962                        | BR Deutschland                       | –                                    | Schweiz                              | 5:1 (2:1)                            |
| 24. Apr. 1965                        | BR Deutschland                       | –                                    | Zypern                               | 5:0 (3:0)                            |
| 22. Feb. 1967                        | BR Deutschland                       | –                                    | Marokko                              | 5:1 (2:0)                            |
| 12. Juni 1971                        | BR Deutschland                       | –                                    | Albanien                             | 2:0 (2:0)                            |
| 13. Okt. 1993                        | Deutschland                          | –                                    | Uruguay                              | 5:0 (3:0)                            |
| Fußballnationalmannschaft der Frauen |                                      |                                      |                                      |                                      |
| Datum                                | Begegnung                            | Begegnung                            | Begegnung                            | Ergebnis                             |
| 23. Nov. 2006                        | Deutschland                          | –                                    | Japan                                | 6:3 (3:0)                            |

### Austragungsort von Endspielen
- Am 5. August 1956 fand im Wildparkstadion das Endspiel um den DFB-Pokal statt. Der KSC besiegte den Hamburger SV mit 3:1 und verteidigte den bereits im Jahr zuvor gewonnenen Titel.
- Am 1. August 1978 standen sich im Rückspiel des Weltpokal-Finales 1977 die Mannschaften von Borussia Mönchengladbach (welche für den europäischen Kontinentalmeister FC Liverpool nachgerückt war) und von Copa-Libertadores-Gewinner Boca Juniors gegenüber. Das Spiel entschieden die Argentinier mit 3:0 für sich und gewannen somit den Weltpokal.
- Am 31. Juli 1990 fand im Stadion das Supercup-Finale des DFB statt. Der FC Bayern München besiegte den 1. FC Kaiserslautern mit 4:1.

### Erinnerungswürdige Spiele

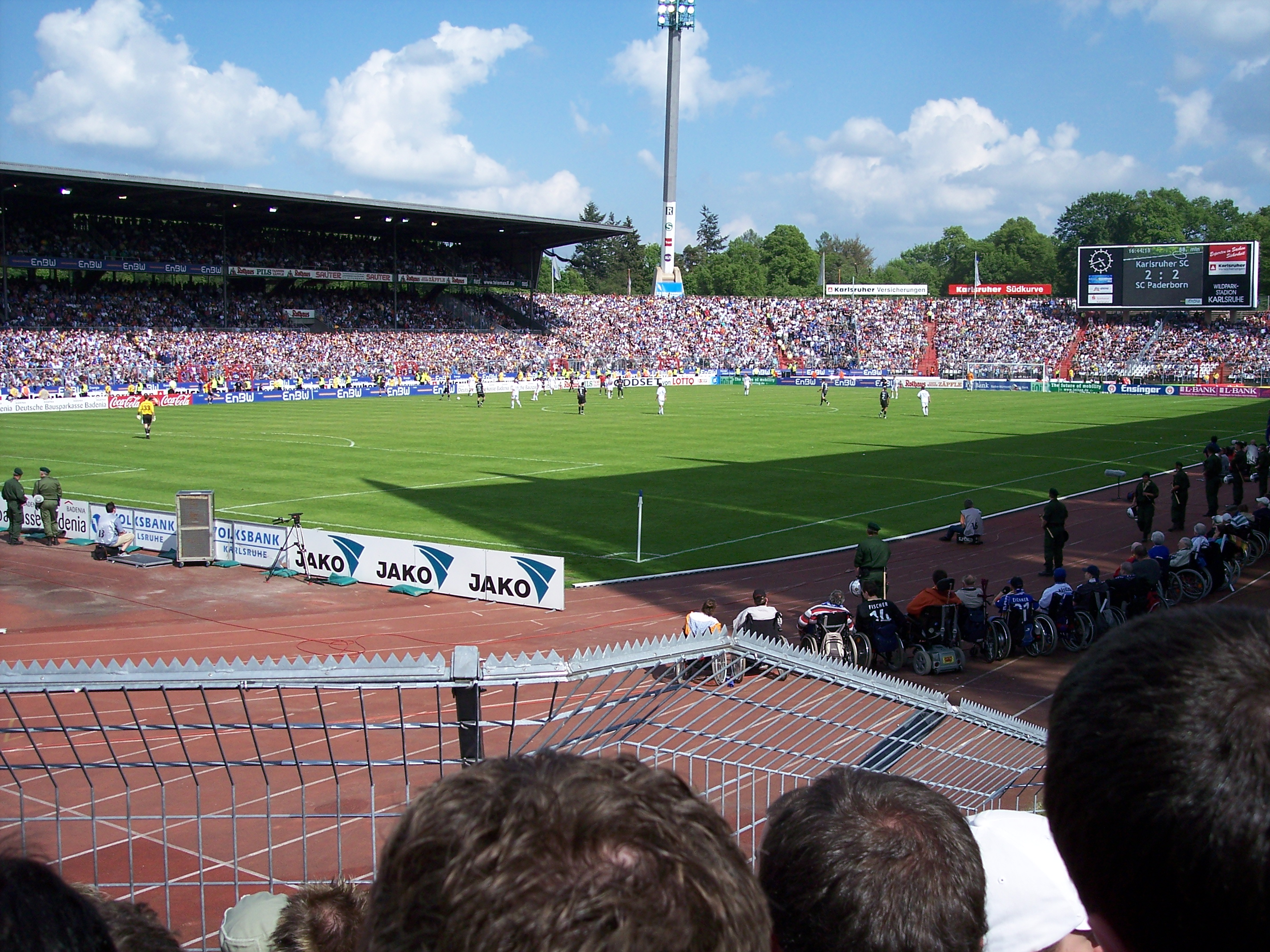
Das Wildparkstadion bei einem Spiel des KSC (2005)

- Am 2. November 1993 schlug der KSC den FC Valencia im Rückspiel der 2. Runde des UEFA-Pokals nach verlorenem Hinspiel mit 7:0 und zog in die nächste Runde ein. (Siehe auch: Wunder vom Wildpark)
- Das Wildparkstadion erlebte Mitte der 1990er Jahre noch weitere bedeutende Heimsiege des KSC im UEFA-Pokal gegen hochrangige Gegner. So gewann der Verein 1993 im Achtelfinale gegen Girondins Bordeaux (unter anderem mit Zinédine Zidane) mit 3:0 und drei Jahre später gegen die AS Rom ebenfalls 3:0.
- Am 2. Mai 1998 erlebte das Stadion sein letztes Erstligaspiel für eine Dauer von über neun Jahren. Am vorletzten Spieltag besiegte der KSC vor 33.600 Zuschauern den VfB Stuttgart mit 4:2, stieg aber trotzdem am Ende der Saison ab.
- Am 1. Juni 2015 traf der KSC im Relegationsrückspiel um den Aufstieg in die Bundesliga im Wildparkstadion auf den Hamburger SV. Nachdem das Hinspiel im Hamburger Volksparkstadion 1:1 ausgegangen war, führte der KSC im Rückspiel bis in die Nachspielzeit mit 1:0. Nach einem umstrittenen Handspiel traf der HSV durch ein direktes Freistoßtor von Marcelo Díaz in der Nachspielzeit zum 1:1 und konnte in der Verlängerung mit dem 1:2 aus Karlsruher Sicht die Klasse halten.[28]
- Am 3. November 2018 fand das letzte Spiel im Wildparkstadion vor dem Umbau in ein reines Fußballstadion statt. Der KSC gewann sein Drittligaspiel gegen die Würzburger Kickers vor 24.317 Zuschauern mit 2:1. Im Anschluss fand eine Abschiedsveranstaltung mit Pyro-Show statt.[29][30]
- Am 19. Juli 2023 wurde das neue Wildparkstadion mit einem Testspiel offiziell eingeweiht. Der KSC spielte dabei gegen den FC Liverpool im ausverkauften Stadion von über 34.000 Zuschauern. Das Spiel endete 4:2 für den FC Liverpool.[31]

## Namenssponsoring
Mitte Juni 2021 gab der KSC die Namensänderung des Stadions vom Wildparkstadion zum BBBank Wildpark zur Saison 2021/22 bekannt. Der Vertrag mit der in Karlsruhe ansässigen BBBank hat eine Laufzeit von fünf Jahren.

## Konzerte
Von den 1970ern bis Anfang der 2000er Jahre wurden im Wildparkstadion auch mehrere Konzerte veranstaltet. Seit dem Einbau der Rasenheizung 2007 sind Konzerte nicht mehr möglich, da diese der Publikumsbelastung nicht standhalten würde.
Unter anderem traten folgende Künstler im Wildparkstadion auf:
- 04. Sep. 1977 – Karlsruhe Rockfestival '77 (Santana, Chicago, Udo Lindenberg, Rory Gallagher, Thin Lizzy, Lake)
- 10. Juli 1983 – Supertramp & Guests (Chris de Burgh, Joe Cocker)
- 01. Sep. 1984 – Monsters Of Rock (Mötley Crüe, Accept, Gary Moore, Dio, Ozzy Osbourne, Van Halen, AC/DC). Wenige Tage danach ergeht der Beschluss, dass in Karlsruhe keine ähnlichen Rockkonzerte mehr stattfinden dürfen.
- 21. Juni 1987 – Tina Turner
- 24. Mai 1990 – Tina Turner
- 09. Juli 1992 – Dire Straits
- 22. Juni 1993 – Guns N’ Roses
- 23. Juni 1996 – Bryan Adams
- 28. Juli 1996 – Tina Turner
- 16. Mai 2003 – Herbert Grönemeyer

## Daten (Gesamtareal)
- ca. 14,2 Hektar (davon etwa 7,5 Hektar für das Wildparkstadion)
- Rasenplatz
- sechs Rasentrainingsplätze
- zwei Kunstrasenplätze
- eine Sporthalle
- Fassungsvermögen vor dem Vollumbau ab 2018: 28.762 Plätze, davon 8.940 überdachte Sitzplätze, 6.217 nicht überdachte Sitzplätze, 4.462 überdachte Stehplätze, 10.000 nicht überdachte Stehplätze, 80 behindertengerechte Plätze für Rollstuhlfahrer